# Johann Schlesinger
Johann Schlesinger (9. prosince 1819 Mnichov – 5. listopadu 1890 Mariánské Lázně) byl pedagogický pracovník. Působil coby zvláštní a řídící učitel na staré mariánskolázeňské škole. V obci založil také kostelní pěvecký sbor. Posléze se Schlesinger stal okresním školním inspektorem, učitelem hudby, regenschori a skladatelem církevní hudby a působil také v pozici předsedy učitelského spolku v okresech Teplá a Bezdružice.
Na přelomu 18. a 19. století psal Johann Nepomuk Felbinger kroniku Mariánských Lázní. Když Felbinger roku 1855 zemřel, ukončil Schlesinger jeho kroniku vpiskem o Felbingerově smrti slovy „Pokoj jeho popeli!“.
Manželkou Schlesingera byla dcera majitelů zdejšího hotelu Hvězda, rodu Kriegelsteinů. Jejich syn Hugo Schlesinger (22. února 1860 – 19. září 1916) se stal lázeňským lékařem. Oba dva, otec i syn, jsou pohřbeni na mariánskolázeňském hřbitově ve stejném hrobě.